# Living in Clip
Living in Clip és un àlbum en directe de la cantant i compositora Ani DiFranco publicat al 1997.
El títol ve donat per un comentari de l'enginyer de so Larry Berger, indicant que els amplificadors no es sobrecarregaven fins al tall només de forma puntual (el que pot ser comú en so en directe), sinó que constantment estaven tan tallats que “vivien en el tall” (living in clip).
La revista Rolling Stone el va catalogar com una de les "Gravacions essencials dels '90". El disc va arribar a la posició 59 de la llista Billboard 200, publicada per la revista Billboard.
La cançó «Shy» li va atorgar a Ani DiFranco la seva primera nominació a Millor interpretació vocal femenina de rock als Premis Grammy d'aquell any.
L'any 2022 es va publicar una versió remasteritzada del CD i, per primera vegada, una versió en vinil per celebrar el 25è aniversari del llançament original.

## Llista de cançons
Totes les cançons foren escrites i compostes per Ani DiFranco, excepte on s'indiqui. 
| 1.  | «Whatever»                    | Albuquerque, NM   | 1:47 |
| 2.  | «Wherever»                    | Santa Ana, NM     | 0:07 |
| 3.  | «Gravel»                      | New London, CT    | 4:12 |
| 4.  | «Willing to Fight»            | Sacramento, CA    | 4:13 |
| 5.  | «Shy»                         | Houston, TX       | 4:29 |
| 6.  | «Joyful Girl»                 | Eugene, OR        | 4:26 |
| 7.  | «Hide and Seek»               | Hightstown, NJ    | 4:34 |
| 8.  | «Napoleon»                    | Northampton, Mass | 4:54 |
| 9.  | «I'm No Heroine»              | Berkeley, CA      | 4:16 |
| 10. | «Amazing Grace» (John Newton) | Buffalo, NY       | 6:18 |
| 11. | «Anticipate»                  | Ithaca, NY        | 3:48 |
| 12. | «Tiptoe»                      | dunno             | 0:38 |
| 13. | «Sorry I Am»                  | New York, NY      | 4:47 |
| 14. | «The Slant / The Diner»       | Atlanta, GA       | 8:23 |
| 15. | «32 Flavors»                  | Boulder, CO       | 4:48 |
| 16. | «Out of Range»                | Portland, OR      | 4:27 |

| 1.  | «Untouchable Face»     | Bloomington, Ill  | 3:36 |
| 2.  | «Shameless»            | Portland, OR      | 4:35 |
| 3.  | «Distracted»           | San Francisco, CA | 1:08 |
| 4.  | «Adam and Eve»         | New York, NY      | 5:36 |
| 5.  | «Fire Door»            | Worcester, Mass   | 4:03 |
| 6.  | «Both Hands»           | Buffalo, NY       | 4:50 |
| 7.  | «Out of Habit»         | Arcata, CA        | 3:40 |
| 8.  | «Every State Line»     | Atlanta, GA       | 3:55 |
| 9.  | «Not So Soft»          | New York, NY      | 4:00 |
| 10. | «Travel Tips»          | Spokane, WA       | 1:05 |
| 11. | «Wrong With Me»        | Ithaca, NY        | 1:57 |
| 12. | «In or Out»            | New York, NY      | 3:22 |
| 13. | «We're All Gonna Blow» | Victoria, BC      | 2:41 |
| 14. | «Letter to a John»     | San Francisco, CA | 3:57 |
| 15. | «Overlap»              | New York, NY      | 5:57 |

### Reedició en vinil (2022)
| 1. | «Whatever»         | Albuquerque, NM | 1:47 |
| 2. | «Wherever»         | Santa Ana, NM   | 0:07 |
| 3. | «Gravel»           | New London, CT  | 4:12 |
| 4. | «Willing to Fight» | Sacramento, CA  | 4:13 |
| 5. | «Shy»              | Houston, TX     | 4:29 |
| 6. | «Joyful Girl»      | Eugene, OR      | 4:26 |

| 1. | «Hide and Seek»               | Hightstown, NJ    | 4:34 |
| 2. | «Napoleon»                    | Northampton, Mass | 4:54 |
| 3. | «I'm No Heroine»              | Berkeley, CA      | 4:16 |
| 4. | «Amazing Grace» (John Newton) | Buffalo, NY       | 6:18 |
| 5. | «Anticipate»                  | Ithaca, NY        | 3:48 |

| 1. | «Tiptoe»                | dunno        | 0:38 |
| 2. | «Sorry I Am»            | New York, NY | 4:47 |
| 3. | «The Slant / The Diner» | Atlanta, GA  | 8:23 |
| 4. | «32 Flavors»            | Boulder, CO  | 4:48 |
| 5. | «Out of Range»          | Portland, OR | 4:27 |

| 1. | «Untouchable Face» | Bloomington, Ill  | 3:36 |
| 2. | «Shameless»        | Portland, OR      | 4:35 |
| 3. | «Distracted»       | San Francisco, CA | 1:08 |
| 4. | «Adam and Eve»     | New York, NY      | 5:36 |
| 5. | «Fire Door»        | Worcester, Mass   | 4:03 |

| 1. | «Both Hands»       | Buffalo, NY  | 4:50 |
| 2. | «Out of Habit»     | Arcata, CA   | 3:40 |
| 3. | «Every State Line» | Atlanta, GA  | 3:55 |
| 4. | «Not So Soft»      | New York, NY | 4:00 |
| 5. | «Travel Tips»      | Spokane, WA  | 1:05 |
| 6. | «Wrong With Me»    | Ithaca, NY   | 1:57 |

| 1. | «In or Out»            | New York, NY      | 3:22 |
| 2. | «We're All Gonna Blow» | Victoria, BC      | 2:41 |
| 3. | «Letter to a John»     | San Francisco, CA | 3:57 |
| 4. | «Overlap»              | New York, NY      | 5:57 |

## Personal
- Ani DiFranco - veu, guitarra acústica, baix
- Andy Stochansky - bateria, percussió, harmònica, veu de fons
- Sara Lee - baix, guitarra, pedals de baix, veu de fons
- Buffalo Philharmonic Orchestra - a «Amazing Grace» i «Both Hands»

### Producció
- Producció – Ani DiFranco
- Mescla – Ani DiFranco, Andrew Gilchrist
- Masterització – Chris Bellman
- Arranjament – James Mabry («Amazing Grace» i «Both Hands»)
- Fotografia – Ani DiFranco, Andy Stochansky, Asia Kepka, Susan Alzner, Scott Fisher, Mate Hagen, Thomas Hoebbel, Liam King, Dan Koeck, Heidi Kunkel, Liz Marshall

#### Reedició 2022
- Producció – Ani DiFranco
- Masterització – Chris Muth
- Disseny – Carrie Smith
- Fotografia – Susan Alzner